# Acaena pluribullata
Acaena pluribullata é uma espécie de rosácea do gênero Acaena, pertencente à família Rosaceae.